# Glycaspis locaridensis
Glycaspis locaridensis är en insektsart som beskrevs av Moore 1961. Glycaspis locaridensis ingår i släktet Glycaspis och familjen rundbladloppor. Inga underarter finns listade i Catalogue of Life.